# Херман фон Лобдебург
Херман фон Лобдебург (на немски: Hermann (IV) von Lobdeburg; † сл. 1227) е граф на Лобдебург, днес част от Йена в Източна Тюрингия.

## Произход и управление
Той е син на граф Ото фон Аухаузен-Алерхайм-Лобдебург († сл. 1166). Внук е на Хартман I фон Алерхайм в Бавария († сл. 1133) и племенник на Рабодо фон Лобдебург († сл. 1176), епископ на Шпайер (1173 – 1176). Роднина е на Ото I фон Лобдебург († 1223), епископ на Вюрцбург (1207 – 1223), Конрад I фон Кверфурт († 1202), епископ на Хилдесхайм (1194 – 1202) и Вюрцбург (1201 – 1202), канцлер на два римско-немски крале (1194 – 1201), и на Херман I фон Лобдебург († 1254), епископ на Вюрцбург (1225 – 1254). Брат е на Хартман фон Лобдебург († сл. 1227) и на Ото, архдякон на Наумберг († 1244/1245).
Херман, както другите членове на фамилията му, често е близо до краля и маркграфовете. През 1185 г. той завършва строежа на замък Лобдебург (днес в Йена). Той основава градове близо до замъка си и ок. 1221 г. замък Лойхтенбург при Зайтенрода.

## Деца
Херман фон Лобдебург има двама синове:
- Хартман фон Лобдебург († сл. 1237), господар на Лобдебург-Елстерберг-Бургау-Бергов, женен за Кристина фон Майсен († сл. 1251), дъщеря на маркграф Албрехт I Горди фон Майсен (1158 – 1195) и принцеса София Бохемска († 1195), дъщеря на херцог Фридрих от Бохемия от род Пршемисловци
- Херман фон Лобдебург-Лойхтенберг († сл. 1256), господар на Лойхтенбург, женен 1230 г. за Мехтилд фон Кверфурт-Магдебург († сл. 1254), (вер. незаконна) дъщеря на Гебхард IV фон Кверфурт († 1216), бургграф на Магдебург, и Луитгард фон Насау († пр. 1222).